# Les Mondes de Ralph (jeu vidéo)
Les Mondes de Ralph (Wreck-It Ralph) est un jeu vidéo de plates-formes développé par Pipeworks Software et édité par Activision, sorti en 2012 sur Wii, Nintendo DS, Nintendo 3DS, iOS et Android.
Il est adapté du film du même nom.

## Accueil
- Jeuxvideo.com : 7/20[1] - 8/20 (iOS/Android)[2]